# 交通権
交通権（こうつうけん）とは、交通に関して市民が広くもつと考えられる権利の総称。

## 概説
交通権は、移動に関する権利、交通手段選択の自由、交通に関する情報へのアクセス権などを広く含む概念として提唱されている権利である。ただし、これらのうち移動に関する権利を法律で交通権として規定している国もある。
交通権は1968年に日本の湯川利和が『マイカー亡国論』において 「マイカー増大過程の諸要因・諸矛盾相互関連図」と題した挿入図で「交通権の侵害」という用語として初めて用いているが、本文中で権利の内容について言及しているわけではない。 
日本では1970年代から移動・交通保障についての先駆的研究が行われており、1980年代の国鉄の分割・民営化問題での理論的探究を経て、1986年7月に交通権学会が設立されている。 
また、フランスでは5大私鉄の買収・国有化で誕生したフランス国鉄の存置期間が1938年から45年間とされていたため、1982年末までに新しい国鉄事業の経営形態を定める必要があり、その新法の検討作業の中で単に鉄道だけでなく交通全般を対象とする法律を整備する契機となった。 それが1982年12月の「国内交通基本法」（Loi d'orientation des transports intérieurs）であり、1.すべての利用者の移動する権利、2.交通手段選択の自由、3.財貨の輸送を自ら行うかまたはこれを組織や企業に委託するに当たって利用者に認められる権利、4.交通手段とその利用方法に関して利用者が情報を受ける権利を包括した「交通に関する権利」（le droitau transport）が明記された。 

## 各国の状況

### 日本
1981年、岡並木は『都市と交通』で従来の「衣食住」に交通の重要性を考慮した「衣食住交」という視点の必要性を提起した。 また、1987年には宇沢弘文が『公共経済学を求めて』において交通サービスを医療サービスと並ぶ市民の基本的権利とした。1980年代には日比野正己が交通権を日本国憲法第25条（生存権）の一部として提唱している。
1970年代以降、自動車や航空機の普及によって国内交通市場における独占的地位を失った国鉄では財政危機に直面し経営再建や民営化が問題となった。
1984年4月の国鉄運賃改定に際して、地方交通線とされたために幹線よりも高い運賃の負担を求められたことが、交通権の阻害であるとして和歌山線の沿線住民が運賃差額の返還を求めた「和歌山線格差運賃返還請求事件訴訟」では原告が交通権を主張して法廷で争われた。しかし、和歌山地方裁判所は1991年、「憲法は具体的権利として交通権をすべての国民に認めているとはいえない」として原告の主張を認めず、訴えを棄却した。
交通権という思想は日本では既に1980年代からみられていたが、国鉄をめぐる裁判の中では全国的に統一された民営原理によらない鉄道網を要求する理論的拠り所として主張され、国鉄分割民営化に対する反対派の理念的象徴と誤解され社会に浸透するものにはならず日本ではしばらく交通権の論議が沈滞化した。
2010年3月、福岡市では議員立法による「公共交通空白地等及び移動制約者に係る生活交通の確保に関する条例」が制定され、「市民の生活交通を確保し、すべての市民に健康で文化的な最低限度の生活を営むために必要な移動を保障する」とし、市だけでなく、市民、市民団体、公共交通事業者などがその取り組みにかかわっていくものとしている。

### フランス
先述のとおり、フランスでは1982年に「国内交通基本法」（Loi d'orientation des transports intérieurs、略称LOTI）による国内交通施策の方向づけが制定され、交通に関する権利を保障する方向に沿うべきであることを定めている。
ただし、この法律で規定されている交通に関する権利を日本語では「交通権」と訳しているが、同法では前置詞として○○権を意味するdeやduではなくàを使っており、「交通権」という一つの固有の権利として定められているわけではない。 
フランスでは2010年12月に交通法典（code des transports）が施行され、それまで分散して規定されていた交通に関する権利の規定が法典の冒頭に置かれ体系的に整理された。

### イギリス
イギリスでも1980年、運輸省内に「モビリティ・ユニット」と名付けられた障害者・高齢者の移動問題を専門的に扱う部局が設置され、1985年には交通事業者と障害者をメンバーとする障害者交通諮問委員会を設立、こうした流れの中で1995年には障害者差別禁止法が成立し、公共交通のバリアフリー化が義務づけられた。

### アメリカ
アメリカ合衆国においては、1973年に「リハビリテーション法」（Rehabilitation Act of 1973）が改正された際に追加された第504条において、連邦政府の補助金を受ける公共交通、教育、福祉など各種事業において、障害を理由とした差別を禁止し、障害者の公民権を確立した。更に1986年には都市大量交通局が全米各都市に対し、現在ある大量交通機関のバリアフリー化を義務づけ、アメリカ合衆国の各都市に高齢者や障害者のための交通システムが導入されていった。また同じ年に「航空アクセス法」が制定され、連邦政府の補助のない民間航空会社も含めた全ての航空輸送における障害を理由とした差別を禁止している。そして1990年には、包括的な法律である「障害を持つアメリカ人法」（Americans with Disabilities：ADA法）が制定され、雇用や公共施設、交通、行政、通信の各サービスを利用における障害者に対する平等な取り扱いを保障することが定められた。
ADAが交通分野に対して求めていることは多岐にわたっており、以下にその内容を紹介する。
- 公営バス、鉄道事業者は、新しく購入する車両全てを障害者にアクセス可能なものとしなければならない。既存の列車についても5年以内に一列車につき一両はアクセシブルにしなければならない。
- 新設・既存を問わず主要駅は三年以内にアクセシブルにすること。ただし、莫大な費用を要する場合は20年から30年以内、アムトラック（全米旅客公社）の全駅も20年以内と長い猶予期間も認める。
- 鉄道やバスを決まった路線に運行させている事業者（アムトラックと通勤鉄道を除く）は、重度の障害のためにアクセシブルな車両にさえ1人では移動できない人、あるいは駅・停留所まで行けないか、駅・停留所から目的地まで行けない人のために、パラトランジット・サービス[注 2]を提供しなければならない。
- 民間バス事業者においても、公営事業者同様にターミナル施設の改善や障害者がアクセス可能な車両の購入（但し、大規模事業者の場合は、1996年以降に購入する車両に対してである）を義務づけられた。

## 障害者と交通権
身体障害者は、身体的な障害を理由として移動に制約を受けることが少なくない。そのため、身体障害者の交通権を保障するためには、交通機関における障壁を排除しバリアフリー化するための整備が必要不可欠である。2000年11月に施行された交通バリアフリー法は、身体的な障害を理由として移動が制約される交通弱者である身体障害者の交通権を保障した法律である。